# Flint City Bucks
Die Flint City Bucks (vorher Michigan Bucks) sind ein amerikanisches Fußball-Franchise der USL League Two aus Flint, Michigan.
Die 1995 gegründete Mannschaft spielt in der Great Lakes Division der Central Conference der USL League Two. Die Bucks gelten als einer der erfolgreichsten Fußballmannschaften in den unteren Ligen der USA.

## Geschichte
Die 1995 als Mid Michigan Bucks gegründete Mannschaft spielte 1996 in der USISL Premier League, dem Vorläufer der heutigen Premier Development League. Gleich in der ersten Saison sicherte man sich den dritten Platz in der Central Northern Conference und qualifizierte sich somit für die anschließenden Play-offs (Premier Six). Dort musste man sich allerdings den San Francisco Bay Seals und dem späteren Sieger Central Coast Roadrunners geschlagen geben. 1997 gewannen die Bucks den Titel in der North Central Conference der USISL PDSL und erreichten in den Play-offs das Halbfinale.
Seit der Saison 1999 spielt das Team in der USL Premier Development League und konnte sich in der Regular Season immer einen der obersten Plätze sichern. 2006 gewann die Mannschaft zum ersten Mal die Play-offs und wiederholte dies 2014 nochmal.
2000 gewannen die Bucks im Lamar Hunt U.S. Open Cup als erste PDL-Mannschaft gegen ein Team aus der Major League Soccer. New England Revolution konnte hier geschlagen werden. 2012 gewannen die Bucks in der dritten Runde gegen Chicago Fire.

## Stadion
- Ultimate Soccer Arenas; Pontiac, Michigan (2008–2018)
- Atwood Stadium; Flint, Michigan (seit 2019)

## Erfolge
- USL Premier Development League/USL League Two
  - Playoff Sieger: (3) 2006, 2014, 2016, 2019
  - Regular Season
    - Champions: (5) 2000, 2008, 2012, 2015, 2016

  - Central Conference
    - Sieger: (6) 2000, 2006, 2007, 2014, 2016, 2019

  - Great Lakes Division
    - Sieger: (13) 1999, 2000, 2003, 2004, 2007, 2008, 2010, 2011, 2012, 2014, 2015, 2016, 2017
- USISL Premier League
  - North Central Division
    - Sieger: 1997
- Hank Steinbrecher Cup
  -     - Sieger: (3) 2017, 2018, 2019